# Copa Vikelas
La Copa Vikelas (En inglés Vikelas Cup) es una competición de waterpolo para selecciones de categoría juvenil celebrada en Grecia, en la localidad de Syros.
Este torneo está supervisado por la Liga Europea de Natación.

## Palmarés
| Año  | Primero | Segundo | Tercero   | Cuarto     |
| ---- | ------- | ------- | --------- | ---------- |
| 2012 | Hungría | Italia  | Serbia    | Grecia     |
| 2011 | Grecia  | Serbia  | Rusia     | Italia     |
| 2010 |         |         |           |            |
| 2009 | Grecia  | Italia  | Serbia    | España     |
| 2008 | Croacia | España  | Australia | Montenegro |